# دهه ۵۷۰ (پیش از میلاد)

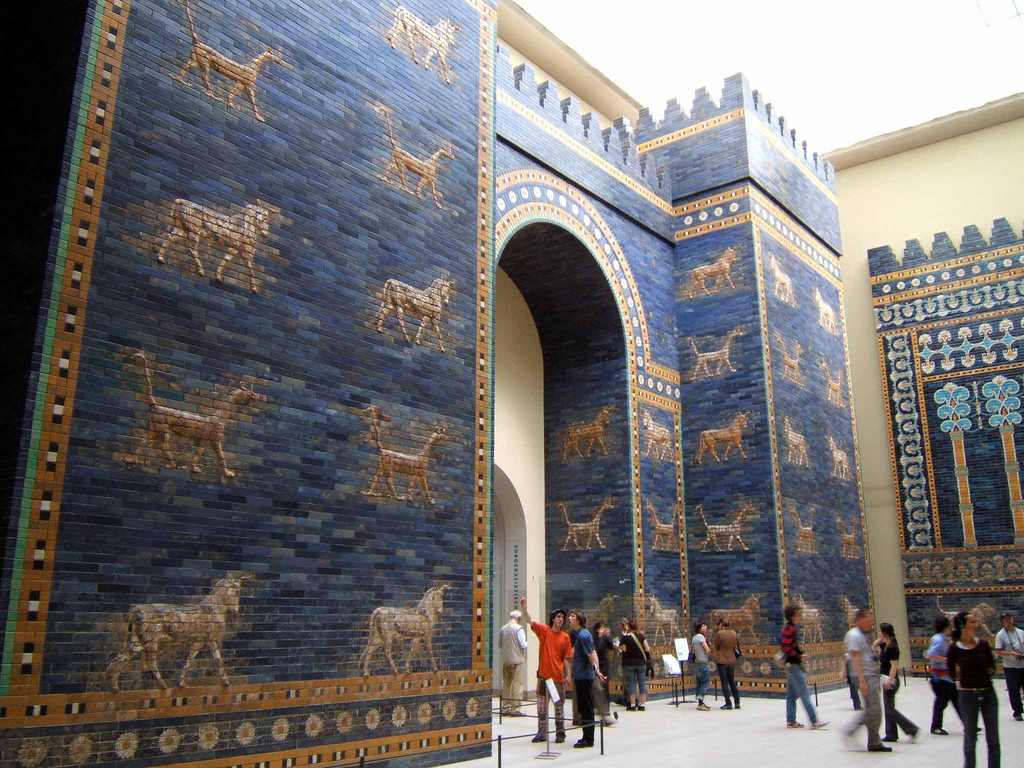
دروازه ایشتار پراگامون برلین، آلمان

دهه ۵۷۰ (پیش از میلاد) ۵۷مین دهه قبل از مبدا شروع تقویم میلادی است.